# 阿伦廷
阿伦廷是葡萄牙布拉加区的一个堂区。总面积2.31平方公里，总人口1040人，人口密度450.2人/平方公里。